# Prieuré de Saint-Paul
Le prieuré de Saint-Paul était un prieuré situé dans le village de Saint-Paul-en-Chablais, dans le département de Haute-Savoie et la région Auvergne-Rhône-Alpes. Il n’en reste aujourd’hui que de rares vestiges. L’église paroissiale Saint-Paul est mentionnée dès 1107, mais il faut attendre le début du XIIIe siècle pour voir apparaître dans la documentation le prieuré bénédictin.

## Histoire
Vers la fin du XIe siècle, un dénommé Turembert de Bex donne à l’ordre de Cluny la moitié des revenus de l’église Saint-Paul, tandis que l’évêque de Genève donne l’église au monastère Saint-Victor de Genève. Une bulle papale datée de 1107 révèle que l’église Saint-Paul-sur-le-lac-Léman dépend de l’abbaye de Savigny en Lyonnais. Enfin, en 1140, l’église est mentionnée comme dépendant du prieuré de Lutry. 
Les premières mentions du prieuré et de ses occupants, des moines bénédictins, datent du XIIIe siècle. La date de fondation n'est pas connue avec certitude en l'absence de charte de fondation. Toutefois, un acte daté de 1210 donne le nom du premier prieur connu : Pierre. Celui-ci évolue dans l’entourage de la dame de Saint-Paul Elisabeth dite Belon, très probablement issue de la famille de Faucigny.  Le prieuré a certainement été fondé peu de temps auparavant. C’est Aymon II de Faucigny qui en est l’avoué dans la première moitié du XIIIe siècle.
Le prieuré de Saint-Paul survit à la suppression du prieuré de Lutry à la suite de l’invasion bernoise , comme en témoigne le titre de prieur de Saint-Paul porté jusqu’à l’invasion française de la Savoie en 1792. 
La disparition des archives du prieuré ne permet malheureusement pas de mieux connaître son histoire.

## Les bâtiments
Le site prieural a subi de nombreux remaniements au fil du temps.

### L’église Saint-Paul
Il semble qu’une nouvelle église ait été construite avec la fondation du prieuré : celle-ci était composée d’un vaisseau unique, probablement séparé en deux pas un jubé. Dès le XIVe siècle, des chapelles sont construites dans l’église et dans l’enceinte du monastère, ce qui modifie le plan de l’église. Deux d’entre elles abritent les sépultures de la famille de Blonay et ce jusqu’au décès de son dernier représentant en Chablais, Ennemond, décédé en 1878 (Journal Le Léman du 25 août 1878). 

### Les bâtiments conventuels
L’actuelle « Maison des Sœurs » semble être un vestige des anciens bâtiments conventuels des moines. Un inventaire daté de 1771 mentionne un certain nombre de pièces, dont des caves, une cuisine, un poêle et des chambres.

### Les dépendances

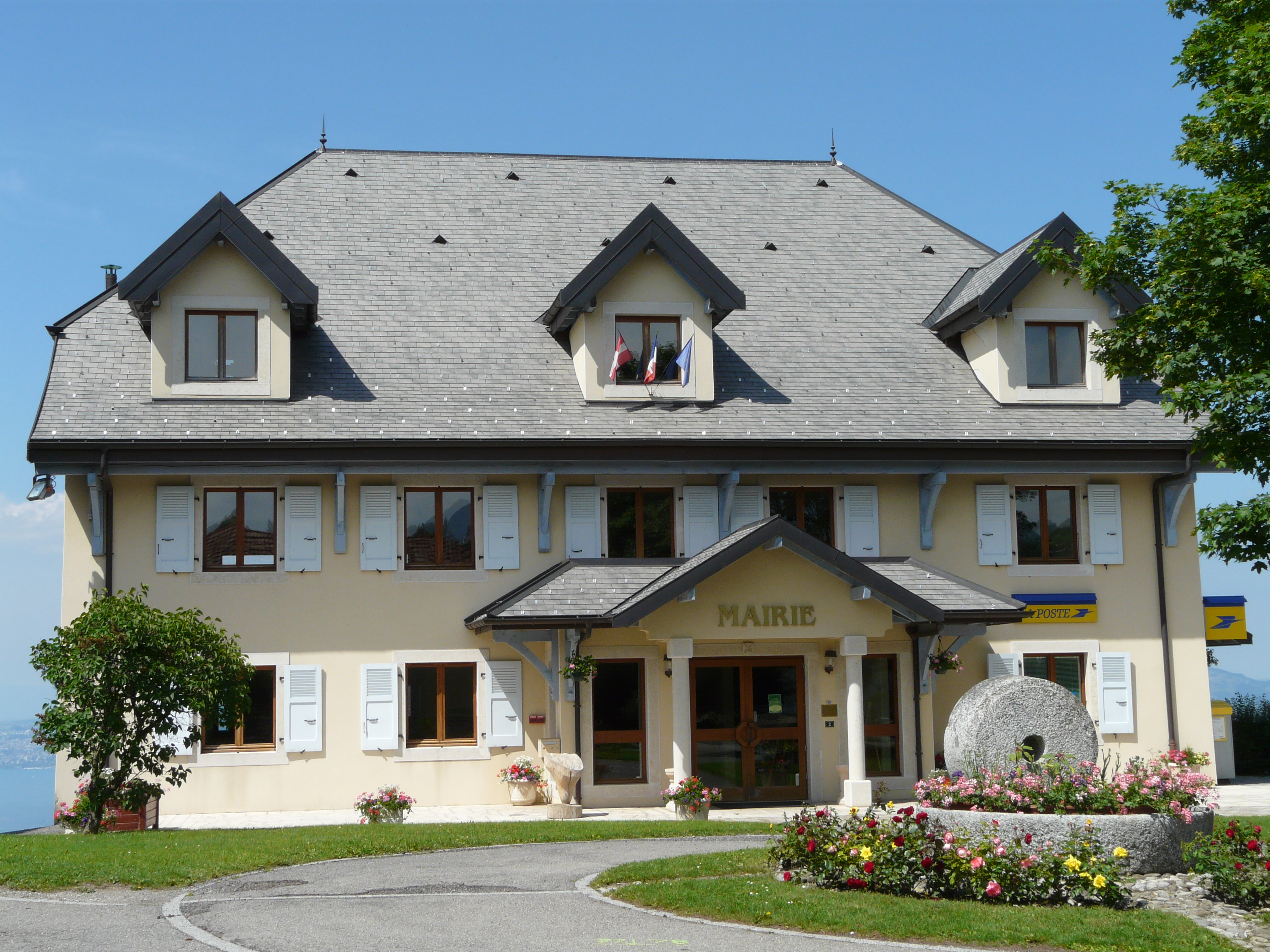

Au nombre des dépendances du prieuré se trouvaient des écuries (actuelle mairie) et un grenier, tel que le montre la mappe sarde de la commune. 

### Le clocher

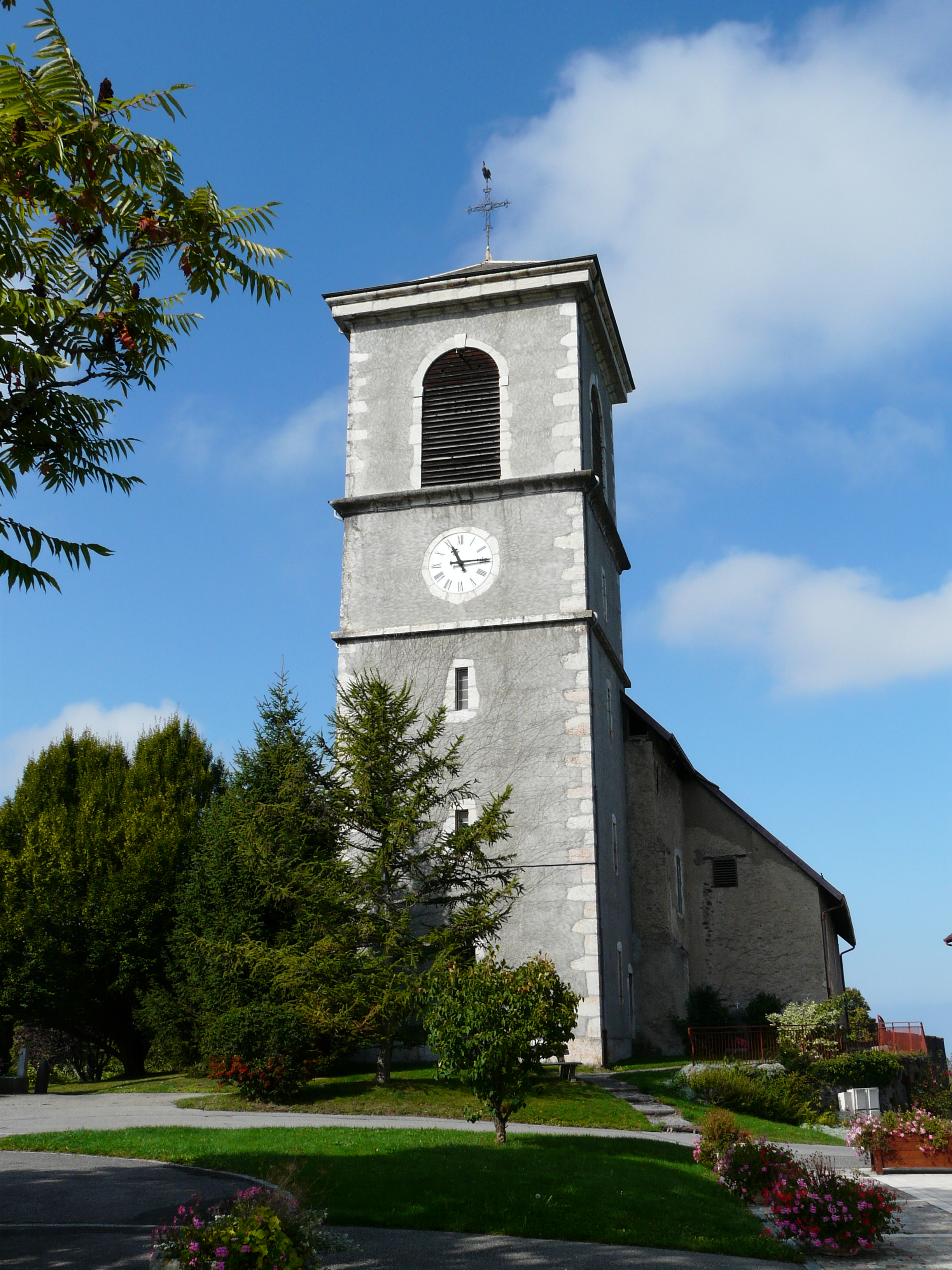

## Liste des prieurs de Saint-Paul
Les prieurs de Saint-Paul du XIIIe siècle au XVIIIe siècle :
- 1210 : Pierre
- 1227 : Guillaume de Fabricis
- 1235, 1238 : Guillaume (le même?)
- 1246 : Étienne
- 1298, 1337 : Jean de Lully
- 1363 : Jacques de Vuillens
- 1399: Amédée Cullin
- 1424, 1428 : Jean Ducrêt
- 1441, 1462 : Rodolphe
- 1466 : François Ducrêt
- 1516 - 1589 (?) : Gabriel-Germain de Blonay
- avant 1596 : Jacques de Chatillon
- 1607-1642 : Jean-François de Blonay
- 1642-1657 : Josué de Blonay
- 1659-1661 : Guillaume-François de Castagnery (Castagnéry, Castagneri)
- ? - 1668 : Jean-Baptiste de Castagnery
- 1668 - 1709 (?) : François-Maurice de Castagnery
- ? - 1750 : Jean-Bapstiste de Lescheraine
- 1754, 1788 : Jean-Baptiste la Tour de Cordon